# Eugoa tropicalis
Eugoa tropicalis là một loài bướm đêm thuộc phân họ Arctiinae, họ Erebidae.